# Usconium
Uscosium, chiamata anche Usconium, è il nome con il quale viene indicato nell'Itinerario antonino un insediamento situato a quindici miglia a sud di Histonium (l'odierna Vasto).
Considerata dagli eruditi settecenteschi una città del popolo italico dei Frentani, Uscosium/Usconium viene ubicata nel territorio dell'attuale comune di Guglionesi nella zona detta "Monte Antico", verso l'abitato dell'attuale Petacciato. Dell'abitato non mancano citazioni, seppur scarne, nei documenti medievali: l'abate Romanelli ricorda come Usconium sia presente nei Chronica dei monasteri di Tremiti e di S. Stefano in rivo maris, e «nelle carte della chiesa Larinense [...] col nome corrotto di Vicoso, e di Vicosio, nel secolo XI, e XII, allorché era ridotta a casale».
La localizzazione esatta di Usconium è stata ed è ancora adesso oggetto di discussione. Generalmente si ritiene che sia da collocare da qualche parte nell'ampio territorio comunale di Guglionesi, sebbene il Romanelli proponga di individuare un'area più circoscritta, e cioè, «... dalla parte del mare, presso il fiume Sinarco [odierno Sinarca], ed un miglio distante dall'odierna via di Puglia o propriamente tra la riva di questo fiume, e la piccola terra appellata S. Giacomo». Avendo egli avuto testimonianza che in questo sito da lui delineato «... si scoprirono molti avanzi di ben costrutti sepolcri con molte urne cinerarie di marmo ricoperte di piombo. Innumerabili sono stati gli orciuoli di vetro, le patere, gli eleganti vasi di argilla, e finalmente molte monete del cadente impero». Poi fornendo altri ulteriori ragguagli, riportando gli stessi dati dell'Itinerario antonino, scrive: «... vien situato Uscosio a miglia 15 da Histonium, oggi Vasto, ed a 14 da Arenio [da identificare forse con Larinum, Larino]».
La città sarebbe stata probabilmente distrutta durante la Guerra gotica: la tradizione locale vuole che gli abitanti superstiti si siano rifugiati in uno dei pagi circostanti, Collis Nysius, l'attuale centro abitato di Guglionesi.